# Henry Hugo Pierson
Henry (eller Heinrich) Hugo Pierson, ursprungligen Henry Hugh Pearson, född den 12 april 1815 i Oxford, död den 28 januari 1873 i Leipzig, var en engelsk-tysk tonsättare.
Pierson studerade medicin och musik, det senare facket från 1839 i Tyskland och Prag för Christian Heinrich Rinck, Václav Jan Tomášek och Carl Gottlieb Reissiger. Han var 1844-46 professor i musik vid universitetet i Edinburgh, men levde därefter som tonsättare i Hamburg, Stuttgart och Leipzig. Starkast påverkad av Mendelssohn och Schumann, komponerade han 4 operor, oratoriet Jerusalem, musik till andra delen av Goethes "Faust", symfonin Macbeth, uvertyrer till Shakespearedramer, körer, solosånger med mera.